# Nélio
Nélio, właśc. Nélio dos Santos Pereira (ur. 8 grudnia 1943 w Rio de Janeiro) – piłkarz brazylijski, występujący na pozycji napastnika.

## Kariera klubowa
W czasie kariery piłkarskiej Nélio grał w klubie Fluminense FC. Z Fluminense zdobył mistrzostwo stanu Rio de Janeiro – Campeonato Carioca w 1964 roku.

## Kariera reprezentacyjna
W 1964 roku Nélio uczestniczył w Igrzyskach Olimpijskich w Tokio. Na turnieju Nélio był rezerwowym zawodnikiem i nie wystąpił w żadnym meczu reprezentacji Brazylii.